# Ponginae
Ponginae zijn een onderfamilie van de familie mensachtigen (Hominidae) die het levende geslacht orang-oetans bevat, en daarnaast de uitgestorven geslachten Ankarapithecus, Gigantopithecus, Khoratpithecus, Lufengpithecus en Sivapithecus.

## Taxonomie
- Onderfamilie: Ponginae (3 soorten)
  - Geslachtengroep: Ankarapithecini †
    -  Geslacht: Ankarapithecus †

  - Geslachtengroep: Lufengpithecini †
    -  Geslacht: Lufengpithecus †
      - Soort: Lufengpithecus hudienensis †
      - Soort: Lufengpithecus keiyuanensis †
      - Soort: Lufengpithecus lufengensis †

  - Geslachtengroep: Pongini (3 soorten)
    - Geslacht: Khoratpithecus †
    -  Geslacht: Pongo (Orang-oetans) (3 soorten)
      - Soort: Pongo abelii (Sumatraanse orang-oetan)
      - Soort: Pongo pygmaeus (Borneose orang-oetan)
      -  Soort: Pongo tapanuliensis (Tapanuli-orang-oetan)

  -  Geslachtengroep: Sivapithecini †
    - Geslacht: Gigantopithecus †
      - Soort: Gigantopithecus bilaspurensis †
      - Soort: Gigantopithecus blacki †
      -  Soort: Gigantopithecus giganteus †

    -  Geslacht: Sivapithecus †
      - Soort: Sivapithecus indicus †
      - Soort: Sivapithecus parvada †
      -  Soort: Sivapithecus sivalensis †